# Turuptiana affinis
Turuptiana affinis là một loài bướm đêm thuộc phân họ Arctiinae, họ Erebidae.